# Gymnelia taos
Gymnelia taos là một loài bướm đêm thuộc phân họ Arctiinae, họ Erebidae.